# Bataille de Mobei
Guerre entre la dynastie Han et les Xiongnu
Batailles
- Mayi
- Mobei
- Loulan
- Tian Shan
- Jushi
- Zhizhi
- Yiwulu
- Monts Altai

La bataille de Mobei (chinois simplifié : 漠北之战 chinois traditionnel : 漠北之戰 pinyin : Mòbĕi zhī Zhàn), ou bataille du désert du Nord, est une campagne militaire qui prend place dans le nord du désert de Gobi. Elle fait partie d'une grande offensive lancée par la dynastie chinoise des Han contre le cœur du territoire de la confédération Xiongnu, en janvier de l'an 119 av. J.-C. Cette bataille s’achève par une victoire décisive de l'armée Chinoise, qui est dirigée par les généraux Wei Qing et Huo Qubing,,,.

## Situation avant la bataille
Les tensions entre les Chinois et les peuples nomades des steppes nordiques existent depuis l'époque des premières dynasties, car les ressources des terres fertiles des plaines du nord représentent des cibles de choix pour les raids des habitants des steppes. Depuis bien des siècles, se protéger de ces raids est une priorité pour les Chinois. Sous la dynastie Zhou, les royaumes vassaux du nord, comme ceux de Yan, Zhao et Qin, multiplient les stratégies défensives et finissent par créer de longues murailles, qui sont autant d'ancêtres de la première grande muraille de Chine. Sous la dynastie Qin, Qin Shi Huang, le premier empereur, fait relier entre elles et perfectionner ces longues murailles, afin de sécuriser la frontière nord et de pouvoir se concentrer sur ses guerres de conquête.
Les relations entre la Dynastie Han et les nomades Xiongnu sont extrêmement tendues. Les Xiongnu sont au départ un groupe de tribus des steppe dont la capacité de nuisance est mise à mal par les offensives militaires de la dynastie Qin, qui sont dirigées par le général Meng Tian. Lorsque la dynastie Qin s'effondre et pendant que la Chine sombre dans une sanglante guerre civile, le Shanyu Modu réussit à unifier les Xiongnu et en fait une puissante confédération tribale, qui règne sur un vaste territoire qui va de l'Asie centrale à l'Asie du Sud-Est. Les Xiongnu envahissent ensuite les prairies fertiles de Hetao et les annexent. Lorsque la guerre Chu-Han prend fin, Liu Bang comprend l'ampleur de la menace que représente son voisin du Nord hostile et en 200 av. J.-C., il lance une campagne militaire massive contre les nomades. Cette campagne tourne mal pour les Han, dont l’armée est attirée dans un guet-apens. Liu Bang et ses troupes finissent encerclés par 300 000 cavaliers d'élite Xiongnu pendant sept jours, et il ne réussit à rompre le siège qu’après avoir envoyé des messagers pour corrompre la femme du Chanyu. Après cet échec, l’empereur Han se rend compte que la Chine, cruellement affaiblie par la guerre civile, n’est pas encore assez forte pour affronter les Xiongnu. Par conséquent, il a recours à un système d'alliance renforcé par des mariages, connu sous le nom d'accords heqin, afin de calmer l’hostilité des Xiongnu et de gagner du temps pour renforcer l'armée chinoise. Malgré l’humiliation périodique que représente le  heqin et les tributs déguisés en cadeaux que versent les Han, les frontières de l'Empire chinois sont régulièrement attaquées par les Xiongnu pendant les sept décennies qui suivent le conclusion des accords.
Il faut attendre le règne de l'empereur Han Wudi pour que la situation évolue. Ce dernier décide que la Chine et la dynastie Han se sont assez renforcés pour arriver à résoudre le problème des Xiongnu. La "paix" est rompue en 133 av. J.-C. après une embuscade qui échoue, car le Chanyu des Xiongnu découvre le piège et se retire. En 129 av. J.-C., les Han remportent leur première victoire contre les Xiongnu grâce au jeune général Wei Qing, qui dirige un raid au cœur du territoire des Xiongnu, contre leur site sacré de Longcheng (蘢城). Au cours des dix années qui suivent cette victoire, Wudi envoie à plusieurs reprises Wei Qing et son neveu Huo Qubing attaquer les Xiongnu. Les victoires des deux généraux permet aux Han de récupérer de vastes superficies de terres, tout en portant des coups dévastateurs à leurs ennemis.
Expulsé de ses terres par les défaites à répétition, le Chanyu Yizhixie (伊稚邪) prend conseil auprès de Zhao Xin et décide que les tribus Xiongnu doivent se retirer au nord du désert de Gobi. Le Chnyu et son conseiller espèrent que les terres arides serviront de barrière naturelle contre les offensives des Han. En 119 av. J.-C., l'empereur Wu lance une campagne massive contre les nomades. Les forces chinoises sont déployées en deux colonnes, chacune composée de 50 000 cavaliers et 100 000 fantassins. Wei Qing et Huo Qubing sont les deux chefs de cette expédition et partent respectivement de la Préfecture de Dai (代郡) et de Dingxiang (定襄).

## Les combats
Le plan initial prévoit que Huo Qubing attaque Dingxiang, mais des informations obtenues d'un prisonnier Xiongnu laissent croire que le gros des forces du Chanyu a été déployé à l’est à la préfecture de Dai. Cette information est fausse, mais Huo l'ignore et comme l'Empereur Wudi le favorise par rapport à Wei Qing, le plan est modifié en fonction des révélations du prisonnier. Les deux colonnes changent de direction, car Wudi espère ainsi que c'est Huo, qui est à la tête des troupes d’élites, qui capturera le Chanyu.

### Le front Est: la préfecture de Dai
Le front Est est le plus simple à gérer, car c'est celui où les forces de Han ont la supériorité numérique sur les Xiongnu.
Les troupes de Huo Qubing partent de la préfecture de Dai, marchent pendant plus de 1 000 km et attaquent les troupes du "Roi Tuqi de la Gauche" (左賢王) des Xiongnu. La bataille est rapide et décisive, car les forces du Roi "Tuqi" ne sont pas de taille contre la cavalerie d’élite de Huo qui encercle et écrase ses ennemis. Finalement, 70 443 soldats Xiongnu sont tués, pendant que trois dirigeants et 83 nobles du peuple nomade sont capturés. Les forces de Huo Qubing ont subi 20 % de pertes, mais ce dernier réussit rapidement à reconstituer ses forces en mettant à contribution les tribus locales. Après quoi, il avance vers les monts Khentii (狼居胥山), tout en se livrant à une série de rituels qui symbolisent la victoire historique des Han. Après avoir atteint son but, il continue de poursuivre le Roi "Tuqi" jusque sur les rives du lac Baïkal (瀚海), où il achève d'anéantir le clan Xiongnu,,.
Un autre corps d'armée dirigé par Lu Bode (路博德) part de Beiping et prend une autre route pour protéger efficacement le flanc de l'armée de Huo. Il rejoint ce dernier à temps pour participer à la bataille en tuant 2 800 ennemis. Après leur victoire, les deux armées réunies font un retour triomphal.

### Le front Ouest: Dingxiang
Pour l'empereur Wudi, le front Ouest est le moins important des deux, mais finalement c'est celui qui va connaître les affrontements les plus sanglants. L'armée avec laquelle Wei Qing quitte Dingxiang, est relativement plus faible que celle de son homologue de l’Est, puisqu’il s’agit principalement de troupes que Huo Qubing avait refusé de prendre avec lui. Autre handicap, Wei Qing a sous ses ordres cinq généraux, qui exigent tous une affectation bien précise. Parmi eux, on trouve le vieux mais enthousiaste Li Guang, qui insiste pour avoir le poste d'avant-garde que l’empereur Wudi lui a promis. Ce dernier a également envoyé un message secret à Wei, par lequel il lui interdit de donner à Li le poste en question, car le vieux général est connu pour être poursuivi par la poisse. Pris entre ces deux feux, Wei Qing donne l'ordre à Li Guang de combiner ses forces avec celles de Zhao Shiqi (赵食其/趙食其) et de "protéger" le flanc de l'armée en partant vers l'est et en prenant un trajet où il ne risque pas de trouver le moindre ennemi. Li n'est pas dupe de la situation et, fou de rage, il quitte le camp principal dans une grande démonstration de colère.
La mobilisation de l’armée Han se fait comme prévu, mais après un voyage de plus de 500 km, les troupes de Wei tombent nez à nez avec le gros des troupes du Chanyu, composées de 80 000 cavaliers. Cette rencontre n'était absolument pas prévue, car la stratégie initiale était de laisser les troupes d’élite de Huo Qubing s'occuper des cavaliers d’élite du Chanyu. C'était même la raison pour laquelle les deux colonnes de l'armée des Han avaient modifié leur route. En réalité, les forces des Xiongnu attendaient à cet endroit depuis un long moment, pour tendre une embuscade à leurs adversaires. Face à eux, les troupes des Han sont fatiguées et en infériorité numérique, car les troupes envoyées vers l'est ne sont pas encore arrivées sur le champ de bataille. Sans aucune hésitation, les Xiongnu chargent les Han avec une avant-garde forte de 10 000 hommes cavaliers.
Wei Qing prend rapidement la mesure de la situation et met en place des contre-mesures défensives. Il ordonne à ses troupes de former un cercle avec les chariots « blindés » (武刚车/武剛車) du convoi, transformant ceux-ci en véritables forteresses mobiles qui fournissent une protections aux archers, arbalétriers et autres fantassins contre les puissantes charges de cavalerie des Xiongnu et permettent aux Han d’utiliser leur armes à distance avec davantage de précision. Une force de 5 000 cavaliers est déployée sur le champ de bataille afin de renforcer le dispositif et d'éliminer toutes les Xiongnu qui pourraient réussir à s’infiltrer dans le cercle des chars. Cette tactique s’avère efficace et brise l’élan de la cavalerie nomade, qui se révèle incapable de percer les lignes de l’armée Han. Une fois l'élan initial des Xiongnu brisé, la bataille s’enferme dans une impasse car aucun des deux camps n'arrive à faire subir des pertes significatives à l'autre.
La situation reste figée jusqu'à la tombée de la nuit, quand une tempête de sable obscurcit le champ de bataille. Saisissant cette opportunité qui s'offre à lui, Wei Qing envoie le gros de ses troupes attaquer l'ennemi, sa cavalerie utilisant la faible visibilité pour se déplacer discrètement et encercler l'armée du Chanyu, avant de l'attaquer de deux côtés en même temps. Les lignes des Xiongnu sont submergés et leur moral est brisé par cette attaque surprise en pleine obscurité. Voyant que ses forces sont totalement débordées, le Chanyu s'enfuit, en étant escorté de seulement quelques centaines d’hommes. Les troupes de Wei tuent plus de 19 000 ennemis et poursuivent les survivants sur plus de 100 km, jusqu'aux monts Khangaï. Là, ils assiègent et prennent la forteresse de Zhao Xin, qui est située dans la vallée de l'Orkhon. Après avoir passé une journée à se regrouper et refaire leurs provisions, les forces des Han rasent Zhao Xin et rentrent triomphalement,,.
En ce qui concerne les troupes commandées par Li Guang et Zhao Shiqi, elles se sont égarées dans le désert et ont entièrement raté la bataille, ne réussissant à rejoindre Wei Qing qu'une fois ce dernier sur le chemin du retour après sa victoire. Après leur échec, Li et Zhao sont convoqués devant une cour martiale pour avoir refusé d'obéir aux ordres et avoir mis en péril la campagne. Li Guang est frustré et humilié, car cette bataille représentait sa dernière chance de se faire distinguer au combat et de recevoir un marquisat comme récompense. Il préfère se suicider pour préserver son honneur.
Finalement, ce sont les combats du front de l'Ouest qui ont la plus grande importance stratégique et font de cette campagne une victoire décisive des Han. Lors des combats, le Chanyu a perdu ses troupes d'élite et il n'arrivera pas à les reconstituer. De plus, après sa défaite, il disparaît pendant plus de 10 jours, ce qui amène sa tribu à le croire mort. Un nouveau Chanyu monte alors sur le trône, qu'il doit rendre lorsque son prédécesseur réapparaît enfin. Finalement, les Xiongnu sont forcés de battre en retraite plus nord, ce qui élimine quasiment toute menace contre la frontière nord de la Chine des Han.

## Conséquences
Les coûts des campagnes victorieuses contre les Xiongnu qui ont lieu entre 129 et 119 av. J.-C. sont énormes : l’armée des Han a perdu près de 80 % de ses chevaux lors de ces expéditions, à la suite des combats, des maladies, des conditions de voyage très dures et aussi à cause des points d'eau que les Xiongnu empoisonnent en y jetant des bovins morts,.
Les besoins en argent du gouvernement central des Han sont tels qu'ils se traduisent par la création de nouveaux impôts qui pèsent de plus en plus sur les paysans. La population de l’Empire Han diminue considérablement à cause des famines et de la multiplication des taxes servant à financer les campagnes militaires,.
Mais cela n'est rien à côté du coup mortel que les Xiongnu ont subi, puisque leurs pertes militaires ont un impact direct sur leur économie. En dehors de la perte de main-d'œuvre liée aux décès dus aux combats et aux maladies, les Xiongnu ont perdu des millions de têtes de bétail capturées par les Han. Or, les bovins sont une source de nourriture vitale pour eux et les femelles du cheptel qui leur restent multiplient les fausses couches durant leurs périodes de reproduction,.
En outre, la perte de contrôle des Prairies du Sud si fertiles signifie pour les Xiongnu qu'ils doivent se replier plus au nord, dans les terres froides et arides du Nord du désert de Gobi et de la Sibérie, où ils sont obligés de lutter pour survivre. En conséquence, après cette bataille il y a une vraie trêve entre la dynastie Han et les Xiongnu pendant sept ans, qui prend fin en 112 av. J.-C., après un raid des nomades contre Wuyuan,. Malgré la reprise des hostilités, les Xiongnu ne retrouveront jamais leur puissance passée et finissent par se séparer en petits clans lors des décennies suivantes.